# Ami Ishii
Ami Ishii (jap. 石井亜海 Ishii Ami; ur. 11 grudnia 2002) – japońska zapaśniczka walcząca w stylu wolnym. Mistrzyni świata w 2024 i druga w 2022 roku. 
Złota medalistka mistrzostw Azji w 2023. Pierwsza na MŚ U-23 w 2024. Mistrzyni świata juniorów w 2022 i Azji kadetów w 2019. Mistrzyni Japonii w 2019 roku.